# 久我通定
久我 通定（こが みちさだ）は、鎌倉時代後期の公卿。従二位中納言、奨学院別当。父は太政大臣久我通雄、母の出自は不詳。

## 経歴
以下、『公卿補任』、『尊卑分脈』の記事に従って記述する。
- 正和元年（1312年）4月10日、叙爵。同年5月28日、侍従に任ぜられる。同年11月18日には従五位上に昇叙。
- 正和2年（1313年）11月24日、正五位下に昇叙。
- 文保2年（1318年）1月5日、従四位上に昇叙。同年3月26日には正四位下に昇叙。
- 元応元年（1319年）8月5日、従三位に叙される。この時左中将兼皇后宮権亮周防介。
- 元亨元年（1321年）3月11日、正三位に昇叙。
- 嘉暦元年（1326年）11月4日、参議に任ぜられる。
- 嘉暦2年（1327年）1月5日、従二位に昇叙、同年3月24日には権中納言に転任し同月30日には拝賀[1]。
- 元徳元年（1329年）6月28日、中納言に転正。同年中に奨学院別当にも補されたようである。
- 元徳2年（1330年）2月26日、中納言を辞した。同日には異母兄である長通が内大臣に任ぜられている。
- 建武2年（1335年）8月2日、出家。没年は不詳。

通定の異常に早い昇進は、父通雄が久我家の家督を長通ではなく通定に譲ろうとしていたことの証左と言える。